# Черемушки (Чувашия)
Черемушки (чув. Черемушки) — посёлок в Красночетайском районе Чувашской Республики. Входит в состав Атнарского сельского поселения.

## География
Находится в северо-западной части Чувашии на расстоянии приблизительно 11 км на юго-восток от районного центра — села Красные Четаи, у республиканской автодороги 97К-003 «Сура», у границы Красночетайского района с Шумерлинским. Расстояние до столицы республики — города Чебоксары — 117 км, до районного центра — 12 км, до железнодорожной станции 17 км. 
Часовой пояс
Посёлок Черёмушки, как и вся Чувашия, находится в часовой зоне МСК (московское время). Смещение применяемого времени относительно UTC составляет +3:00.

## История
Посёлок появился в 1936—1938 годах в квартале № 66 Атнарского лесничества (недалеко от посёлка Саланчик Шумерлинского района), при Красночетайском лесхозе как временный населённый пункт для работников лесхоза (Красночетайский лесхоз образован в 1938 году, ликивидирован в 2008 году), официально существует с 31 марта 1977 года (с этой же даты — в составе Атнарского сельского совета Красночетайского района).

## Население
| 2010 | 2012 |
| ---- | ---- |
| 79   | ↗88  |

В 1936—1938 годах в посёлке проживали 56 человек, в основном занятые в лесном хозяйстве. Они работали в цехах лесопиления и деревообработки, мастерских для ремонта автомашин и тракторов.
В 1979 году отмечено 40 жителей. В 2002 году было 33 двора, в 2010 — 33 домохозяйства.

Постоянное население составляло 100 человек (чуваши 98 %) в 2002 году, 79 в 2010.